# Poborschau

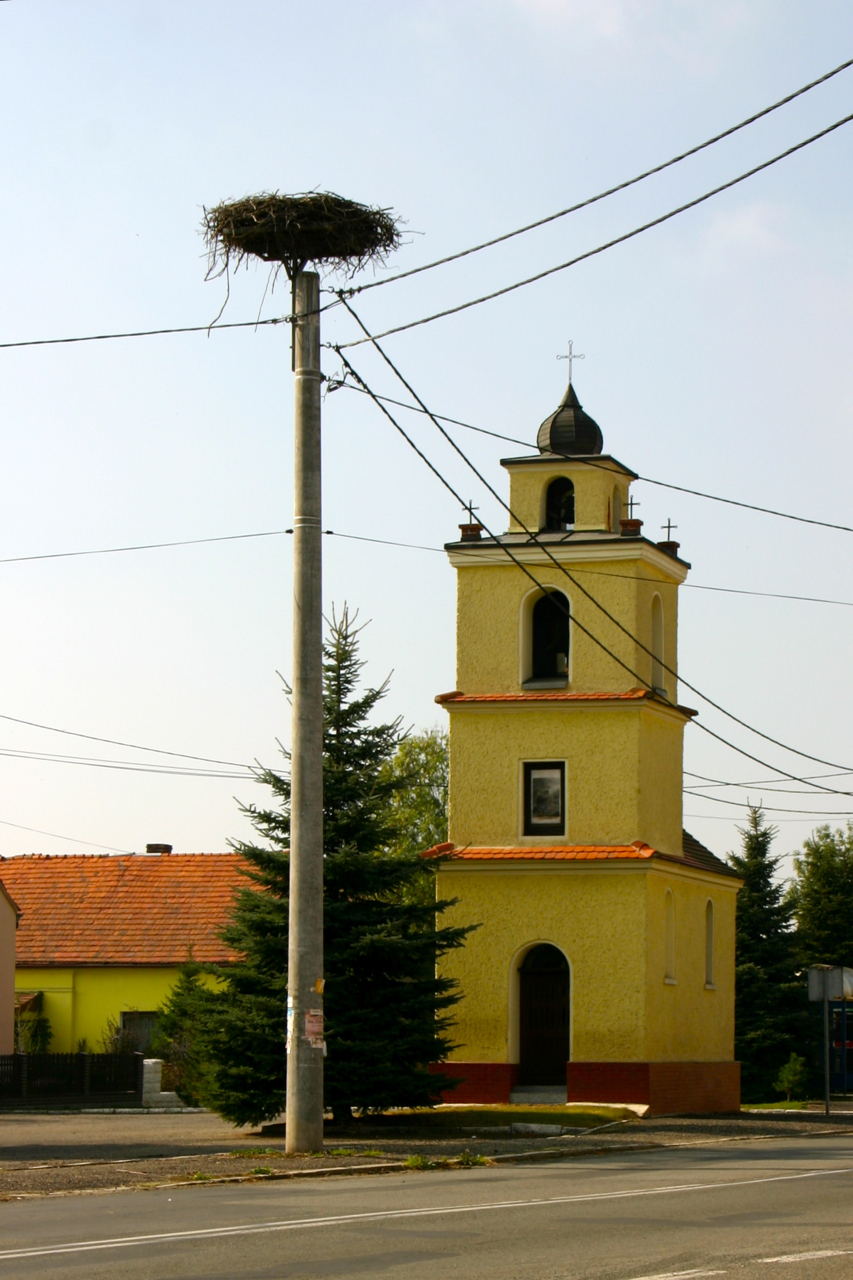
Maria-Magdalenen-Kirche

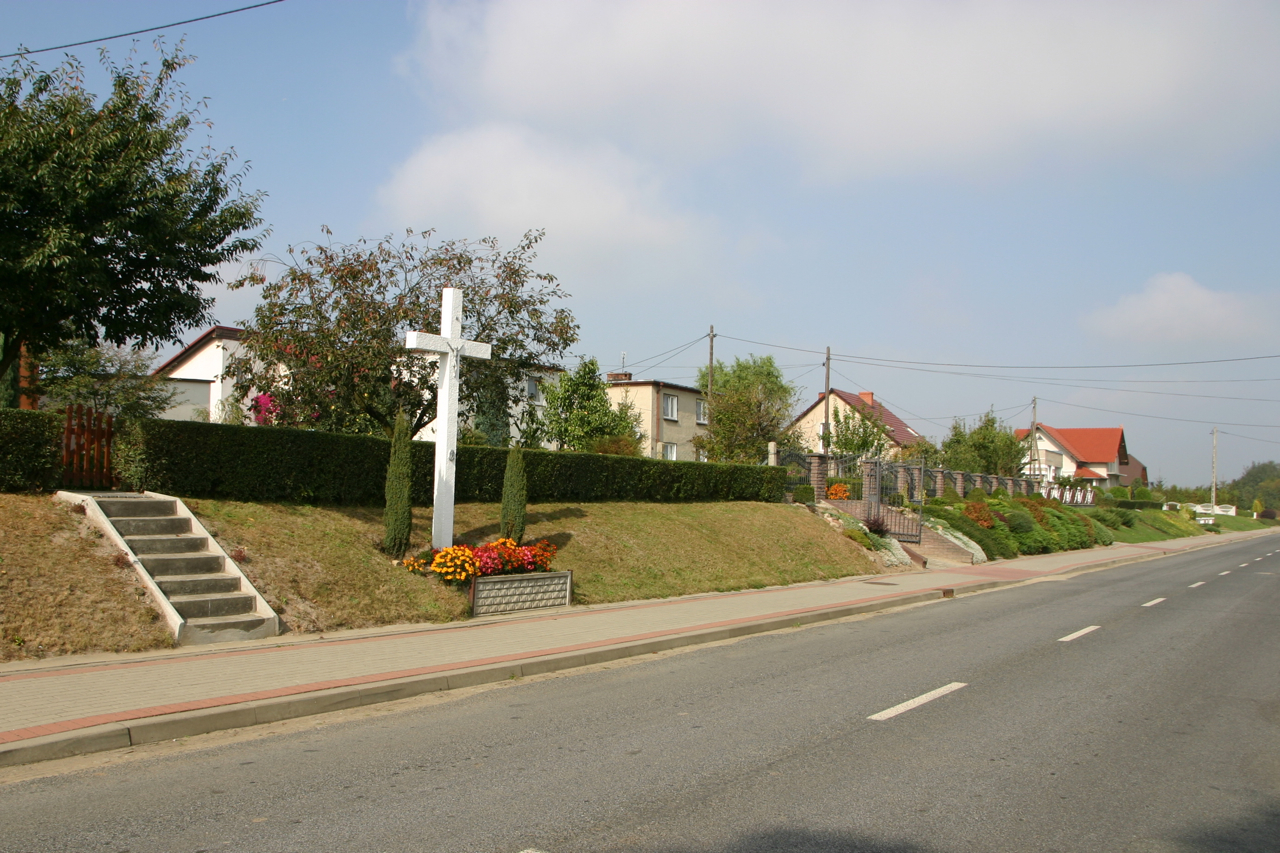
Ortsansicht

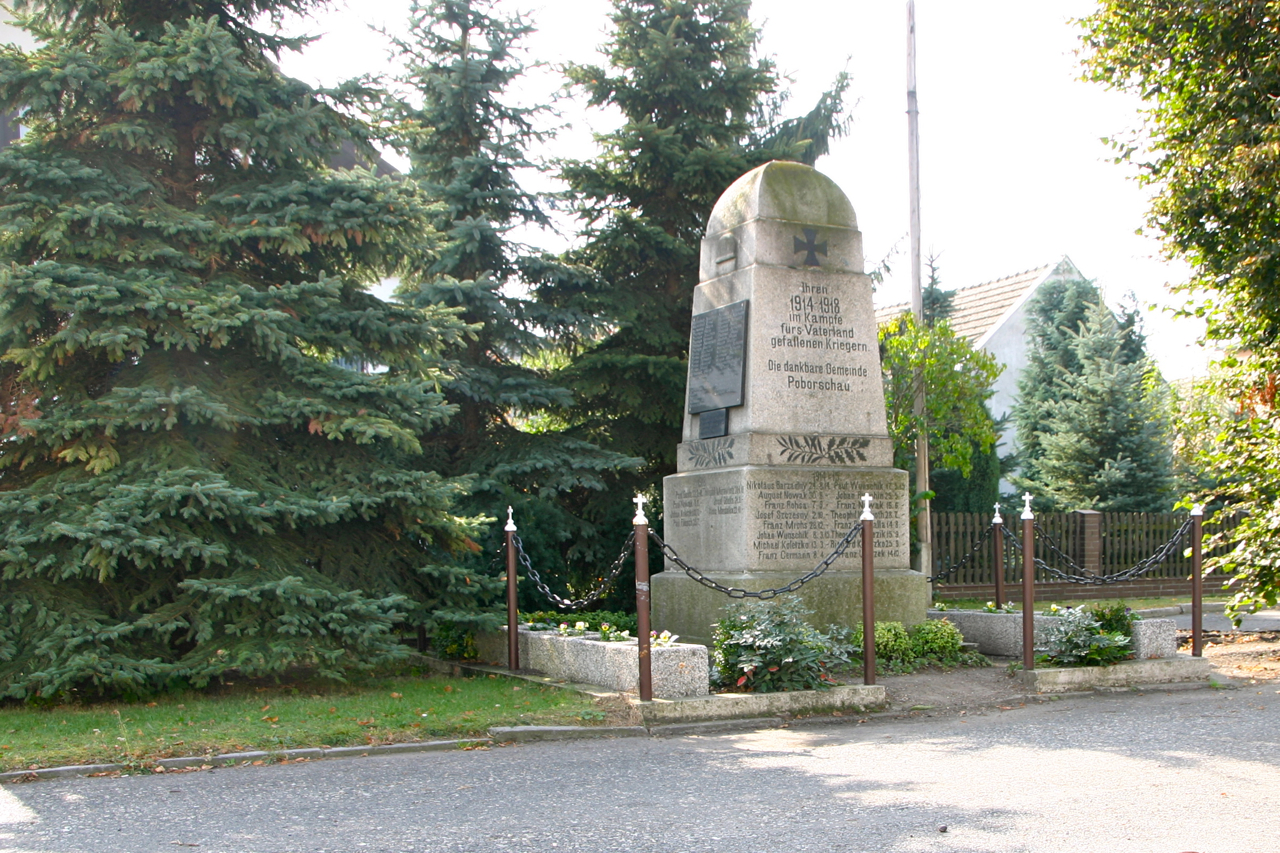
Gefallenendenkmal

Poborschau (polnisch Poborszów) ist ein Ort in der Landgemeinde Reinschdorf (Reńska Wieś) im Powiat Kędzierzyńsko-Kozielski der Woiwodschaft Opole in Polen.
Zu Poborschau gehört der Weiler Wygon.

## Geografie
Poborschau liegt rund sieben Kilometer nordwestlich von Reinschdorf, neun Kilometer nordwestlich von Kędzierzyn-Koźle (Kandrzin-Cosel) und 35 Kilometer südlich von Opole (Oppeln).

## Geschichte
Der Ort entstand spätestens im 14. Jahrhundert und wurde am 23. Februar 1340 in einem Dokument des Coseler Herzogs Kasimir III. erstmals urkundlich erwähnt. Nach dem Ersten Schlesischen Krieg 1742 wurde es dem Kreis Cosel eingegliedert, mit dem es bis 1945 verbunden blieb.
In den Beyträge(n) zur Beschreibung von Schlesien aus dem Jahre 1783 wurde es als Pobirischau erwähnt. Damals wurden verzeichnet: 332 Einwohner, 19 Bauern und 29 Gärtner. Das Dorf brannte 1859 zum größten Teil aus, wurde danach in regelmäßiger Form wieder aufgebaut und zugleich eine Lindenallee angelegt. 1865 hatte „Poborschau“ 108 Possessionen, darunter fünf Dreiviertelbauerstellen, 15 Halbbauernstellen, drei Freigärtnerhöfe, 18 Ackerhäuslerstellen und 67 Leerhäuslerstellen sowie ein Gasthaus. Die Schule befand sich in Komorno, die Kirche in Mechnitz.
Bei der Volksabstimmung in Oberschlesien am 20. März 1921 stimmten 341 Wahlberechtigte für einen Verbleib Oberschlesiens bei Deutschland und 158 für eine Zugehörigkeit zu Polen. Poborschau verblieb nach der Teilung Oberschlesiens beim Deutschen Reich. Am 12. Juni 1936 wurde der Ort im Zuge einer Welle von Ortsumbenennungen der NS-Zeit in Eichhagen O.S. umbenannt.
Am 18. März 1945 wurde Poborschau/Eichhagen O.S. durch die Rote Armee eingenommen. Infolge des Zweiten Weltkrieges kam der Ort 1945 unter polnische Verwaltung, wurde anschließend der Woiwodschaft Schlesien angeschlossen und in Poborszów umbenannt. 1950 wurde er der Woiwodschaft Opole eingegliedert. Am 26. Oktober 2006 wurde in der Gemeinde Reinschdorf Deutsch als zweite Amtssprache eingeführt. Am 11. Januar 2011 erhielt der Ort zusätzlich den amtlichen deutschen Ortsnamen Poborschau.

## Sehenswürdigkeiten und Bauwerke
- Römisch-katholische Maria-Magdalenen-Kirche
- Wegekapelle aus dem Jahr 1862 mit Glockenturm
- Gefallenendenkmal für den Ersten Weltkrieg mit Gedenktafel für die Opfer und Gefallenen des Zweiten Weltkriegs.
- Mehrere Wegekreuze
- Gedenkbaum und Gedenkstein für die Zusammenarbeit zwischen den Feuerwehren von Poborschau und dem ungarischen Nógrád.

## Vereine
- Deutscher Freundschaftskreis[4]